# Disney Speedstorm
Disney Speedstorm est un jeu vidéo de course free-to-play développé par Gameloft Barcelone, Bandai Namco Games et édité par Gameloft et Ubisoft sorti en avril 2023 sur Windows, Android, Apple et sur les consoles Nintendo Switch, PlayStation 4, PlayStation 5, Xbox Series X, Xbox Series S et Xbox One le jeu sort à partir du 28 septembre 2023 date à laquelle il devient le free-to-play et cross-plateforme,,.

## Personnages jouables
Tous les personnages proviennent de l'univers Disney (films d'animations et films en prise de vue réelle) ou Pixar. Il y a initialement dix-huit personnages jouables ; cependant, d'autres pilotes seront disponibles via des mises à jour. Le pilote disponible dès le départ est Mickey Mouse.
| Les 101 Dalmatiens - Cruella d'Enfer Mickey et ses amis - Mickey Mouse - Minnie Mouse - Dingo - Donald Duck - Daisy Duck - Balthazar Picsou - Mickey Steamboat - Pat Steamboat Oswald le lapin chanceux - Oswald - Ortensia Walt Disney World - Figment Hercule - Hercule - Meg - Hadès Aladdin - Aladdin - Jasmine - Génie - Jafar Alice au pays des merveilles - Alice - Chapelier Fou - Reine De Cœur Blanche-Neige et les Sept Nains - Blanche Neige - Reine Sorcière Cendrillon - Cendrillon La Belle et la Bête - Belle - La Bête - Gaston La Belle au bois dormant - Aurore - Maléfique L'Étrange Noël de monsieur Jack - Jack Skellington - Sally - Dr. Finkelstein - Oogie Boogie La Petite Sirène - Ariel - Prince Éric - Roi Triton - Ursula La Reine des neiges - Anna - Elsa - Olaf - Kristoff - Hans Lilo et Stitch - Lilo - Stitch - Angel - Jumba - Capitaine Gantu | Le Livre de la Jungle - Mowgli - Baloo Le Muppet Show - Kermit la grenouille - Miss Piggy - Fozzie Les Mondes de Ralph - Ralph - Vanellope - Felix - Sergent Calhoun - Sa Sucrerie Les Indestructibles - M. Indestructible - Elastigirl - Violette - Flèche - Frozone Les Nouveaux Héros - Baymax - Hiro Hamada - Honey Lemon Mulan - Mulan - Shang Monstres & Cie - Sulli - Bob Razowski - Celia Boa - Léon Pirates des Caraïbes - Jack Sparrow - Elizabeth Swann - Will Turner - Hector Barbossa - Tia Dalma - Davy Jones Raiponce - Raiponce Tic et Tac, les rangers du risque - Tic - Tac Tron : L'Héritage - Sam Flynn - Quorra - Rinzler - Zuse Toy Story - Woody - Jessie - Buzz l’Eclair - La Bergère - Fourchette - L'Empereur Zurg - Lotso Vaiana : La Légende du bout du monde - Vaiana - Maui Vice-versa - Joie - Tristesse - Colère - Peur - Dégoût - Anxiété - Ennui WALL-E - Wall-E - Eve |